# Quest. Issues in Contemporary Jewish History
Quest. Issues in Contemporary Jewish History  è una rivista di studi storici sull'ebraismo, pubblicata online dalla Fondazione centro di documentazione ebraica contemporanea.
La rivista appartiene alla comunità DOAJ, acronimo di Directory of Open Access Journals, ed è disponibile con la licenza CC BY 4.0

## Contenuti
La rivista contiene articoli di studio, scritti in inglese, sottoposti a revisione paritaria  sulla storia dell'ebraismo dal 18 secolo all'epoca attuale.
Quest contiene articoli di studiosi su diversi aspetti della storia ebraica, recensioni di saggi pubblicati, e di dibattiti storiografici in corso. 
Ogni numero è organizzato in tre sezioni: Focus, Discussion a Reviews.
La sezione Focus può essere dedicata ad un argomento specifico, tutti gli articoli presenti in questa sessione sono sottoposti ad una doppia peer review cieca ad opera di due storici specialisti.
La sezione Discussione è organizzata per fornire al lettore una analisi approfondita e multilaterale di opere di recente pubblicazione che costituiscono scritti significativi per gli storici e la sezione Reviews presenta recensioni di libri pubblicati sulla storia ebraica.

## Note

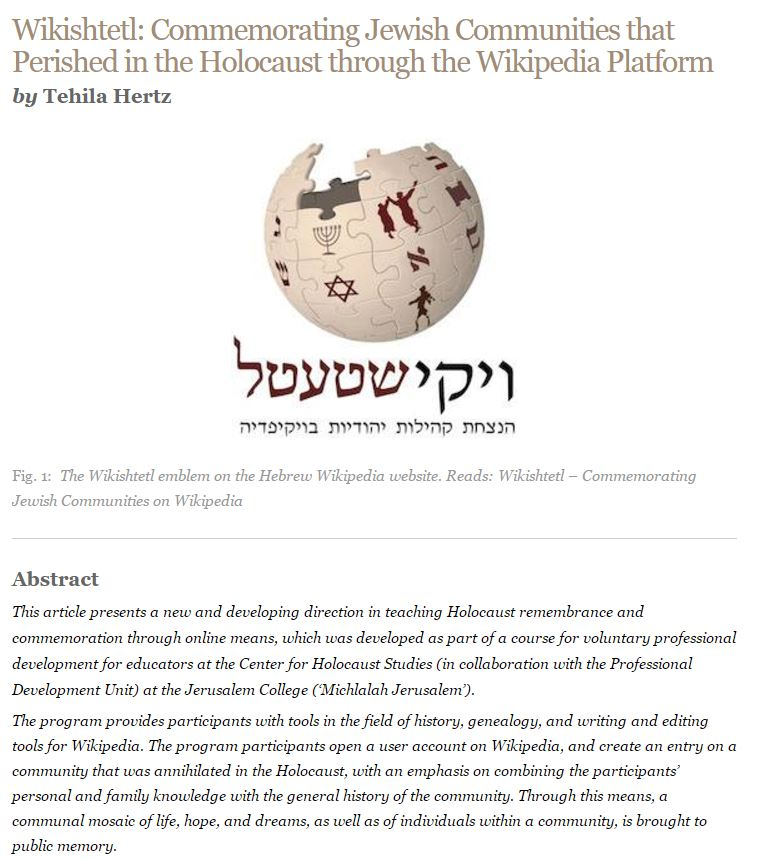
Inizio dell'articolo dell'agosto 2018 su Wikipedia e Olocausto